# Caudina contractacauda
Caudina contractacauda är en sjögurkeart. Caudina contractacauda ingår i släktet Caudina och familjen Caudinidae. Inga underarter finns listade i Catalogue of Life.